# Тикопись (деревня)
Ти́копись (фин. Tikanpesä) — деревня в Опольевском сельском поселении Кингисеппского района Ленинградской области.

## Название
От эстонских слов «tigu pesa» — «гнездо улитки».
Так же существует версия выводящая название деревни от водского  — «гнездо дятла».

## История
На карте Санкт-Петербургской губернии Я. Ф. Шмидта 1770 года упоминается деревня Тикапис.

ТИКОПЕСЬ — деревня, принадлежит наследникам покойного генерал-адъютанта графа Шувалова, число жителей по ревизии: 32 м. п., 30 ж. п.; В оной:

а) Постоялый двор. б) Питейный двор. (1838 год)

В 1845 году в деревне родился Мартти Раутанен (фин. Martti Rautanen) (1845—1926), ставший впоследствии миссионером, основателем Евангелическо-лютеранской церкви Намибии.
На этнографической карте Санкт-Петербургской губернии П. И. Кёппена 1849 года она обозначена как деревня «Tikanpesä», расположенная в ареале расселения савакотов. В пояснительном тексте к этнографической карте указано количество её жителей на 1848 год: савакотов — 8 м. п., 11 ж. п., русских — 65 человек.

ТИКОПИСЬ — деревня графа Шувалова, по почтовой дороге, число дворов — 13, число душ — 34 м. п. (1856 год)

ТИКОПИСЬ — деревня, число жителей по X-ой ревизии 1857 года: 36 м. п., 31 ж. п., всего 67 чел.

- Деревня Тикопись на карте 1860 года

В 1860 году деревня Тикопись насчитывала 11 дворов и кабак.

ТИКОПИСЬ — деревня владельческая при реке Косколовке (Второй), число дворов — 12, число жителей: 35 м. п., 36 ж. п. (1862 год)

ТИКОПИСЬ — деревня, по земской переписи 1882 года: семей — 13, в них 29 м. п., 38 ж. п., всего 67 чел.

Согласно материалам по статистике народного хозяйства Ямбургского уезда 1887 года в полутора верстах к северо-востоку от деревни находилась мыза Графская Гора площадью 4006 десятин, принадлежащая графу П. П. Шувалову, она была приобретена до 1868 года. Мыза вместе с трактиром сдавались в аренду.

ТИКОПИСЬ — деревня, число хозяйств по земской переписи 1899 года — 13, число жителей: 34 м. п., 32 ж. п., всего 66 чел.;
 разряд крестьян: бывшие владельческие; народность: русская — 42 чел., финская — 16 чел., эстонская — 8 чел.

В 1912 году в деревне родилась эстонская писательница Вера Саар (1912—2004).
В конце XIX — начале XX века деревня административно относилась к Ополицкой волости 1-го стана Ямбургского уезда Санкт-Петербургской губернии. По приходским данным население деревни было смешанным — финско-русским.
С 1917 по 1923 год деревня Тикопись входила в состав Графо-Горского сельсовета Ополицкой волости Кингисеппского уезда.
С 1923 года в составе Ястребинской волости.
С 1924 года в составе Тикописского сельсовета.
В 1926 году был организован Тикописький эстонский национальный сельсовет, население которого составляли: эстонцы — 815, русские — 181, другие национальные меньшинства — 13 человек. 
Согласно данным переписи населения СССР 1926 года в деревне Тикопись проживали 65 человек, русские и эстонцы.
С февраля 1927 года в составе Кингисеппской волости. С августа 1927 года в составе Кингисеппского района.
По данным 1933 года деревня Тикопись входила в состав Тикописского эстонского национального сельсовета Кингисеппского района с административным центром в посёлке Тикопись. Кроме деревни и посёлка Тикопись в сельсовет также входили деревня Азика и посёлок Красная Горка, общей численностью населения 777 человек.
По данным 1936 года в состав Тикописского сельсовета с центром в селе Тикопись входили 5 населённых пунктов, 169 хозяйств и 6 колхозов.
- План деревни Тикопись. 1938 год

Согласно топографической карте 1938 года деревня насчитывала 15 дворов.
Деревня была освобождена от немецко-фашистских оккупантов 31 января 1944 года.
С 1944 года в составе Алексеевского сельсовета.
В 1950 году население деревни Тикопись составляло 205 человек.
С 1954 года в составе Опольевского сельсовета.
В 1958 году население деревни Тикопись составляло 74 человека.
По данным 1966, 1973 и 1990 годов деревня Тикопись также находилась в составе Опольевского сельсовета.
В 1997 году в деревне проживал 21 человек, в 2002 году — 28 человек (русские — 75 %), в 2007 году — 27.

## География
Деревня расположена в юго-восточной части района на автодороге 41К-114 (подъезд к г. Кингисеппу).
Расстояние до административного центра поселения — 9 км.
Расстояние до ближайшей железнодорожной платформы Тикопись — 3 км.
Через деревню протекает река Касколовка.

## Демография
| 1862 | 2007 | 2010 | 2017 |
| ---- | ---- | ---- | ---- |
| 71   | ↘27  | ↘24  | ↗91  |

### Национальный состав
Согласно данным Всероссийской переписи населения 2021 года в деревне проживали 108 человек, из них:
 русские — 97 человек, белорусы — 2, узбеки — 2, таджики — 1, украинцы — 1, другие национальности — 2 человека, остальные национальность не указалии.

## Памятники
В деревне установлен памятный знак на рубеже обороны.

## Фото
- Мартти Раутанен. 1868 год
- Памятная табличка на доме Мартти Раутанена. 2014 год

## Улицы
Новый переулок, квартал Хутор.